# 大普倫湖

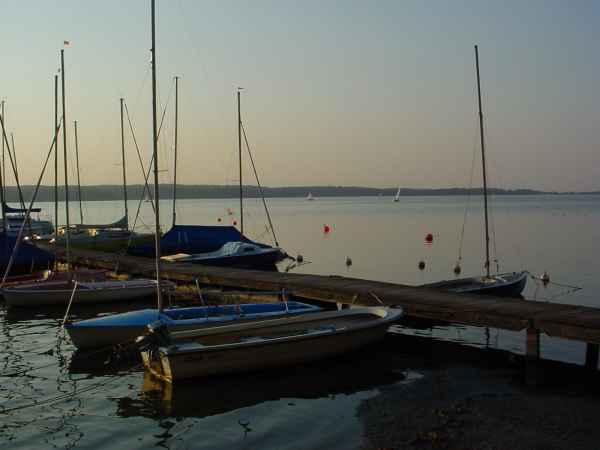

54°7′49″N 10°24′51″E / 54.13028°N 10.41417°E
大普倫湖（德語：Großer Plöner See），或仅称普倫湖（德語：Plöner See，發音：[ˈpløːnɐ zeː] ⓘ），是德國的湖泊，長8.3公里、寬7.1公里，面積29.97平方公里，海拔高度21米，平均水深13.54米，最大水深58米，湖岸線長度49.6公里，蓄水量3.73億立方米。

## 外部連結
- Environmental report on the Plöner See by the state of Schleswig-Holstein （页面存档备份，存于） （德文）
- Tourism on the Plöner See （页面存档备份，存于） （德文）
- Boating map （德文）
- Nature reserve law: "Inseln im Großen Plöner See und Halbinsel Störland Archive.today的存檔，存档日期2012-12-11 （德文）
- Nature reserve law: "Ascheberger Warder im Großen Plöner See Archive.today的存檔，存档日期2012-12-10 （德文）